# Beautiful Stranger
«Beautiful Stranger» (с англ. — «Прекрасный незнакомец, прекрасный иностранец») — песня, записанная американской автором-исполнительницей Мадонной. Была выпущена 19 мая 1999 года на лейблах Maverick и Warner Bros. в качестве сингла из саундтрека к фильму Остин Пауэрс: Шпион, который меня соблазнил . Соавтором и сопродюсером песни вместе с Мадонной выступил Уильям Орбит, а песня была вдохновлена её тогдашними отношениями с британским безработным сценаристом Энди Бёрдом. Саундтрек к фильму Austin Powers: The Spy Who Shagged Me был очень ожидаемым релизом, и исполнительные продюсеры альбома выбрали песню Мадонны для его продвижения. «Beautiful Stranger» появился в двух отдельных коллекциях лучших хитов Мадонны: GHV2 (2001) и Celebration (2009). В музыкальном плане «Beautiful Stranger» — это психоделическая поп-песня, в которой присутствуют гитары с сильной реверберацией и бодрые барабанные лупы. Его лирика повествует о романтическом увлечении.
Песня получила положительные отзывы от музыкальных критиков, которые высоко оценили продюсирование и прогресс Мадонны в музыке, последовавший после её также признанного критиками альбома Ray of Light (1998). Это был коммерческий успех, который достиг вершины хит-парадов в Канаде, Финляндии, Исландии и Италии, стал номером два в Великобритании и попал в десятку на многих музыкальных рынках. Хотя песня не была коммерчески выпущена в Соединённых Штатах, она достигла 19 места в Billboard Hot 100 благодаря радиоротации . Сингл достиг первого места в танцевальных чартах США. «Beautiful Stranger» также выиграл Мадонне её пятую премию Грэмми, победив в битве за лучшую песню, написанную для визуальных медиа.
В музыкальном клипе песни, снятом Бреттом Ратнером, Мадонна поёт в клубе, где Майк Майерс играет персонажа Остина Пауэрса . В конце видео Мадонна соблазняет Майерса и уезжает с ним на машине. Клип выиграл MTV Video Music Award за лучшее видео из фильма в 1999 году. Мадонна исполнила песню в своём Drowned World Tour (2001), и она была перепета некоторыми артистами, в том числе в виде признанной критиками версии от австралийской рок-группы DMA .

## История создания и выпуска

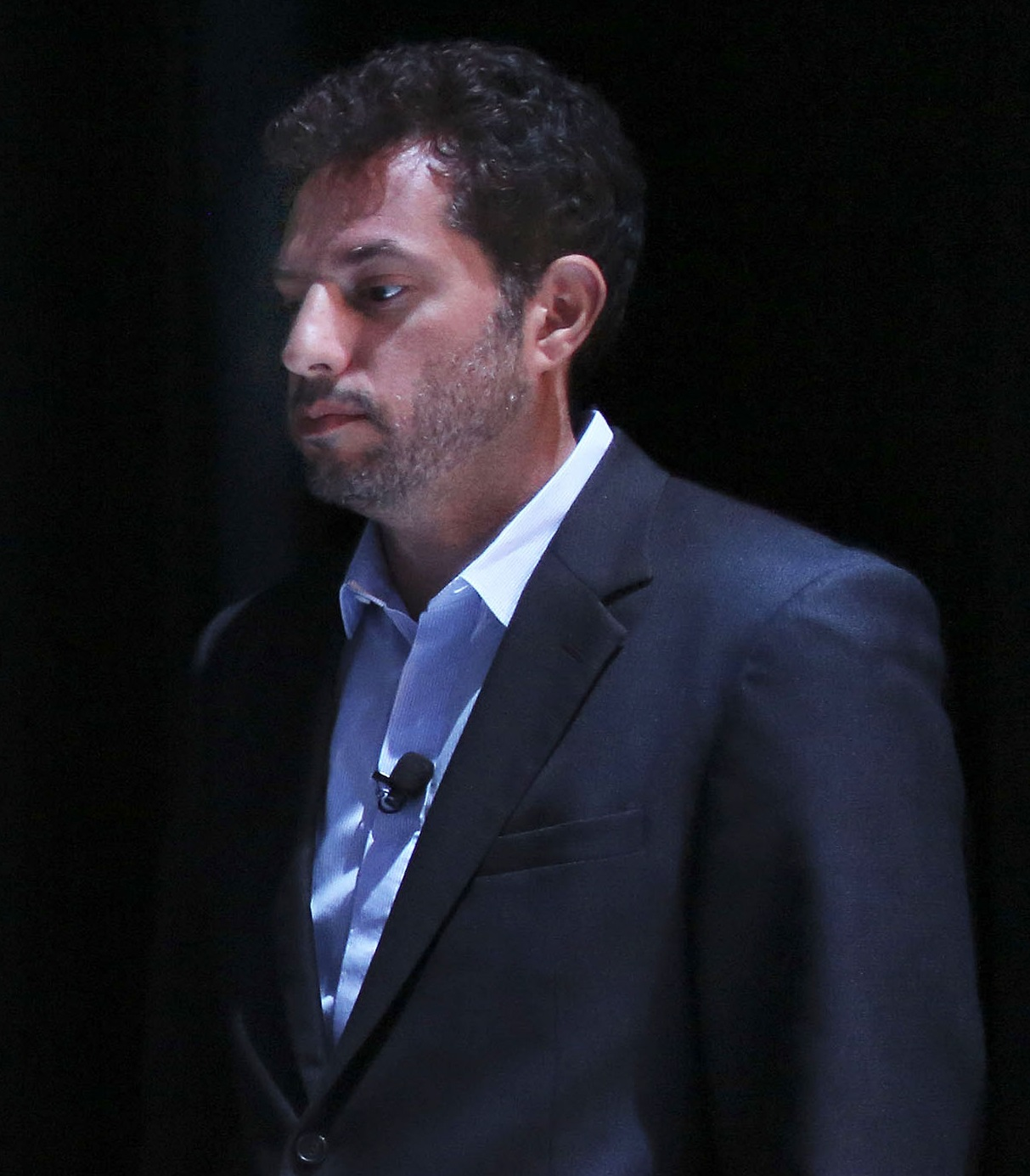
Гай Осери был одним из исполнительных продюсеров саундтрека Austin Powers и выбрал «Beautiful Stranger» в качестве первого сингла

Мадонна и канадский актёр Майк Майерс ранее сотрудничали для эпизода Saturday Night Live в 1991 году, когда певица вела шоу и пригласила персонажа Майерса — Уэйна Кэмпбелла — сыграть в игру «правда или действие», в то время как она продвигала документальный фильм «Мадонна: правда или действие». По словам Гвен Игнат из The A.V. Club, «творческое партнёрство [между ними] работает, потому что Мадонна, даже серьёзная, всегда кажется игривой, а Майерс, хотя и часто тупой, также творчески изобретателен». В 1999 году певица была выбрана для записи сингла ко второму фильму Майерса о шпионском персонаже Остине Пауэрсе под названием «Остин Пауэрс: Шпион, который меня соблазнил».
В то время Мадонна встречалась с британским сценаристом Энди Бердом, с которым она познакомилась в эру альбома Ray of Light (1998). После того, как они расстались, Мадонна сочинила вдохновлённую им песню «Прекрасный незнакомец», которую она оставила на автоответчике Берда. «Я написала песню под названием „Beautiful Stranger“, и это все о тебе. Я надеюсь, ты однажды услышишь это, потому что я никогда не забуду тебя и не перестану любить», — сказала Мадонна в сообщении. «Beautiful Stranger» была написана и продюсирована Мадонной совместно с Уильямом Орбитом, с которым она сотрудничала на Ray of Light.
Саундтрек к The Spy Who Shagged Me привёл к объединению двух музыкальных руководителей, Warner Bros. Records — в лице старшего вице-президента Дэнни Брамсон и совладельца мадонниной Maverick Records Гая Осиери; оба они были исполнительным продюсером саундтрека. К маю 1999 года ожидания уже были высоки, поэтому продюсеры решили включить трек Мадонны вместе с песней ряда других известных артистов, таких как R.E.M., Lenny Kravitz и Mel B из Spice Girls.
Как вспоминал Осири, среди артистов была жёсткая конкуренция за размещение своих песен в саундтреке, когда один из менеджеров подключился к проекту, описав борьбу за первый потенциальный сингл как «кровавую баню». Основное намерение продюсеров состояло в том, чтобы артисты предлагали музыку, которая соответствовала бы преобладающему настроению фильма 1960-х годов. В конечном итоге было решено, что «Beautiful Stranger» подходит для этого и он был выбран в качестве первого сингла из саундтрека. Тем не менее, звукозаписывающая компания Мадонны Warner Bros. решила не выпускать ни сингла CD, ни сборника ремиксов для сопровождения релиза в Соединённых Штатах, и лишь только промо-диски были отправлены диджеям танцевальных клубов. Песня была лишь выпущена для 40 лучших радиостанций CHR для трансляции — это произошло 19 мая 1999 года. «Beautiful Stranger» появился на двух отдельных коллекциях лучших хитов Мадонны: GHV2 (2001) и Celebration (2009).

## Запись и композиция
Запись «Beautiful Stranger» состоялась в феврале 1999 года в студии Guerilla Beach в Лос-Анджелесе, штат Калифорния, а также в Enterprise Studio в Бербанке, штат Калифорния. Наряду с написанием и продюсированием песни вместе с Мадонной, Орбит также играл на клавишных и гитаре. Дамиан Легассик занимался программированием и дополнительными клавишными, а Эмма Фаулер играла на флейте. В состав команды инженеров входили Пэт Маккарти, Марк Эндерт и Дейв Челси, а Маккарти также микшировал трек. Джефф Грегмей и Вассим Зартек были ассистентами звукозаписи. Согласно нотам, опубликованным Musicnotes.com, «Beautiful Stranger» написан в размере 4/4 в тональности фа-диез мажор со средним танцевальным темпом 128 ударов в минуту. Песня начинается с базовой последовательности E — B — F ♯ -A — C ♯ прежде чем перейти к основной последовательности аккордов C ♯ sus4 -C ♯ 7.
«Beautiful Stranger» — психоделическая поп- песня, начинающаяся с инструментального вступления, напоминающего «Light My Fire» (1967) The Doors и «Lucy in the Sky with Diamonds» (1967) The Beatles. Основная структура песни — гитарный аккомпанемент, в то время как барабаны входят во время припевов. В районе отметки 1:06 звучит намёк на меллотрон и флейту, как в песнях The Beatles 1967 года «Strawberry Fields Forever» или «The Fool on the Hill». Песня схожа с предыдущими усилиями Мадонны на её альбоме Ray of Light, но смешана с психоделической музыкой. Кен Барнс из USA Today предположил, что припев, рифф, инструменты и структура «Beautiful Stranger» были основаны на сингле американской рок-группы Love 1966 года «She Comes in Colors». Гари Стюарт заявил, что "конечно, рифф и инструменты «Beautiful Stranger» напоминают «She Comes in Colours» и что припев «da da da da da» на треке, кажется, основан на «инструментальном проигрыше, который является неотъемлемой частью записи „Love“. Это может быть сознательный или бессознательный оммаж». Мадонна отрицала какое-либо влияние, утверждая, что она никогда не слышала о Love.
По словам Майкла Паолетты из Billboard, «ни один самый авторитарный клубный диджей в 1999 году не осмелился бы сыграть оригинальную, испорченную роком версию песни». Следовательно, песня была ремикширована Виктором Кальдероном, который сохранил основную структуру песни, смешивая её с переливами фольклорных битов. В отличие от многих его тогдашних релизов — где он удалил большую часть текста песни для ремиксов — с «Beautiful Stranger» он сохранил текст. Паолетта описала ремиксы: «Если Калльдерон полностью понимает важность песни и понимает, как лучше объединить ловкие биты и великолепное вокальное исполнение». В состав ремиксов вошли рок-версия, а также миксы Calderone’s Club и Radio.

## Профессиональные рецензии
«Beautiful Stranger» получил в целом положительные отзывы. Чак Тейлор из Billboard назвал песню «новым порывом ветров для Мадонны», назвав её ещё одним творческим достижением. Он также похвалил аранжировку (продюсирование), сказав, что «это последнее партнёрство с [Орбитом] использует грохочущую гулку и достаточно каскадных органов, чтобы побудить вас послушать вашу коллекцию Monkees». Тейлор закончил рецензию положительными отзывами о вокале Мадонны, сравнив их с вокалом Evita, а также высоко оценил припев. В другой статье для Billboard, рассказывающей о ремиксах песни, Паолетта описала этот трек как «шипучий взрыв психоделической электроники». В тексте для филиппинской газеты Daily Inquirer, Джино Де Ла Пас сочла сингл «милым, но забываемым». Гвен Игнат с развлекательного сайта The AV Club отметила как «лучшую песню Мадонны, которая никогда не появилась на одном из её обычных альбомов […] психоделическое поп-кондитерское изделие, предлагающее несколько из её самых обезоруживающих хуков». Игнат также писала, что «хотя и менее эфирный, чем Ray of Light 1998 года, он [Beautiful Stranger] так же хорошо подойдёт для танцпола… и танцевальная флейта никогда не звучала так заманчиво, а голос Мадонны — настолько сладко соблазнительно». Хосе Ф. Промис из AllMusic назвал этот трек «как один из самых запоминающихся моментов певицы, соединяющий рок-н-ролл 1960-х с электроникой 1990-х, в результате чего получается не что иное, как настоящий кусок старомодного рок-н-ролла»; Promis также похвалил два микса Кальдерона.
Slant Magazine (Sal Cinquemani) дал песне рейтинг B- и писал: «Как любой хороший холостой трек „Beautiful Stranger“ не претендует быть на особо большее. Хитрые гитары и флейты изобилуют, Мадонна и Орбит сочинили идеальную песню для своего странного друга Майка Майерса и его Остина Пауэрса. Игривый, тонкий и в конечном итоге забываемый». В августе 2018 года Пол Шредт из того же журнала разместил его под номером 53 среди синглов певицы, назвав его «антитезой Ray of Light. Цепляющий, психоделический трек более доступен для понимания, чем предыдущая работа Мадонны с Орбитом. Безобидная лирика могла подойти любому, но песня работает из-за игривой подачи Мэдж и звуковых нюансов Орбита». Кен Такер из Entertainment Weekly объявил её «песней лета» и похвалил за то, что она была «психоделической поп-музыкой одновременно 60-х и 90-х годов, что осквернять её шалойной шуткой было бы оскорблением. Способ, которым [Мадонна] заставляет свой голос сливаться в неразличимость с пульсирующими инструментами в хоре, как она поёт заглавную фразу с болью в голосе, одновременно торопливо и игриво». Мэтью Джейкобс из The Huffington Post оценил песню под 22 номером в своём списке «Определяющий рейтинг синглов Мадонны». Луи Виртель из TheBacklot.com поместил «Beautiful Stranger» под номером 36 своего списка «100 величайших песен Мадонны»; он чувствовал, что «психоделический стиль Орбита идеально подходит для заводной задумчивости Мадонны». Автор Фил Деллио написал в своей книге «Прерывая мой ход мыслей», что, "хотя «Beautiful Stranger» имел сходство с «Ray of Light» Мадонны (1998), у него была «лучшая мелодия, лучший вокал, лучшее световое шоу». Речь идёт о самой трипсовой, самой продвинутой надземной танцевальной музыке со времён первых двух минут «How Many More Times» Led Zeppelin. Дж. Рэнди Тараборрелли написал, что «песня Мадонны 2000 года „Amazing“ из её восьмого студийного альбома Music звучала как двоюродная сестра „Beautiful Stranger“ с её вдохновенной композицией». В рейтинге синглов Мадонны в честь своего 60-летия автор The Guardian Джуд Роджерс поместила «Beautiful Stranger» под номером 34, назвав его «роскошно обтянутой, озорной песней о любви».
Песня получила премию Грэмми на 42-й церемонии в категории «Лучшая песня, написанная для визуальных медиа». Трек также был номинирован в категории «Лучшее женское эстрадно-вокальное исполнение». Он также был номинирован на «Золотой глобус» награду за лучшую песню, но проиграл Филу Коллинзу с его песней «You’ll Be in My Heart». На ASCAP Pop Awards 2000 года она была удостоена звания «Самая исполняемая песня». Сингл также получил награду Ivor Novello за лучшую работу, а также был номинирован на премию за лучшую современную песню. MTV Europe Music Awards 1999 года также номинировала трек в категории «Лучшая песня». «Beautiful Stranger» был номинирован как «Любимая песня из фильма» в 1999 году на премии «Kids' Choice канала Nickelodeon».

## Коммерческий успех
В Соединённых Штатах «Beautiful Stranger» дебютировал в Billboard Hot 100 под номером 78, это произошло 12 июня 1999 года. Это был первый саундтрек Мадонны в чарте Hot 100 с тех пор, как её исполнение «Не плачь по мне, Аргентина» достигло восьмого номера в марте 1997 года. «Beautiful Stranger» также дебютировал под номером 28 в чарте Mainstream Top 40. Он постепенно поднялся на «Горячую сотню» и достиг своего пика под номером 19 — 13 июля 1999 года — только благодаря проигрыванию на радио. Промис сказал, что относительное низкое место было связано с тем, что сингл на CD так и не был выпущен. «Beautiful Stranger» был успешным в чартах Billboard Dance, достигнув первого места в чарте Dance Club Songs . В 1999 году он занял 31-е место в рейтинге Dance Club Songs на конец года. В Канаде «Beautiful Stranger» смог занять первое место в чартах RPM Top Singles и Adult Contemporary, а также достиг максимального четвёртого места в чартах Dance / Urban.

## Музыкальное видео
Сопровождающее песню музыкальное видео было снято Бреттом Ратнером. Мадонна ранее проявляла интерес к работе с Ратнером из-за его работы над видео Д’Анджело для " Brown Sugar " (1995). Её макияж сделал Кевин Акойн, с которой она ранее работала над своим музыкальным клипом для " The Power of Good-Bye ". Съёмки для видео проходили в студии Universal в Лос-Анджелесе примерно в мае 1999 года. По словам Ратнера, это была довольно весёлая съёмка: 
 Майк был в характере все время. У него и Мадонны действительно была отличная совместная химия. Это видео показывает её абсолютно истерическое чувство юмора, и это здорово для всех, кто хотел увидеть эту её сторону. Это было самое веселое в моей жизни создание видео. 
 Видео начинается с Майерса в роли Остина Пауэрса, которому звонит его начальник Бэзил Экспозишн (Майкл Йорк), который предупреждает его об опасной шпионке, которую называет «мастером маскировки». На экране его машины изображены пять изображений Мадонны, которые выглядят по-разному, а Бэзил уточняет, что она «соблазняла наших главных агентов». Он также предупреждает Пауэрса: "Что бы ты ни делал, ты не должен влюбляться. Мы уже потеряли 007 и 008 «. Поскольку видео продолжается, Пауэрс находит Мадонну в клубе, выступающем перед толпой, в которой Верн Тройер играет роль Mini-Me. Когда он наблюдает за её выступлением, Пауэрс видит, как фантазирует, что они танцуют на белом фоне с психоделическими флуоресцентными вихрями. Он также визуализирует, как они вместе едут на машине, где Мадонна танцует с намёком и облизывает лицо Пауэрса, потирая свою пятую точку о его щёку.
По словам Ратнера, Майерсу не нравились эти сцены, поскольку он чувствовал, что это слишком сексуально и неуместно; он даже попросил его сделать именно этот кадр. Мадонна, с другой стороны, подумала, что это весело, и убедила режиссёра оставить. Видео заканчивается одной из фантазий Пауэрса, в которых он заявляет: „Это хорошо, что я — это я!“ Мадонна игриво поглаживает его щеку. Автор Жорж Клод Гильберт писал в своей книге „ Мадонна как миф о постмодерне“, что „Beautiful Stranger“ обозначил один из серии образов, заново изобретённых Мадонной в то время, и был „радикальным“ изменением от взгляда гейши из её предыдущего видео для Nothing Really Matters», выпущенного в том же году. Мэтью Реттенмунд писал в своей энциклопедии Madonnica, что «Мадонна, вероятно, очень мало думала [по поводу видео]», но он чувствовал, что это лучше, чем быть «на пару шагов лучше нарезки из кадров фильма».
На MTV Video Music Awards 1999 года это видео было номинировано в категориях «Лучшее женское видео» и «Лучшая кинематография» и получило награду как «Лучшее видео из фильма». Клип также получил номинацию на лучший поп-клип года в 1999 году на Billboard Music Video Awards. Клип получил премию «Лучшая операторская работа» и Лучший макияж" на церемонии награждения MVPA 2000 года; видео было также номинировано на Саундтрек-видео года. На 1999 VH1 Fashion Awards видео получило номинацию в категории «Самое стильное видео». Видео можно найти в сборниках Мадонны, The Video Collection 93:99 (1999) и Celebration: The Video Collection (2009).

## Живые выступления и кавер-версии

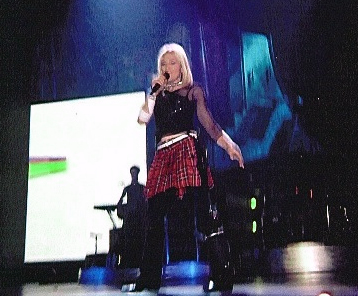
Мадонна исполняет «Beauliful Stranger» во время Drowned World Tour в 2001 году

Мадонна исполнила «Beautiful Stranger» во время своего тура Drowned World 2001 года, где это была четвёртая песня в сет-листе. Все началось с представления Майерса в роли Остина Пауэрса на видеоэкранах, после чего певец спросил зрителей: «Я делаю тебя возбужденной?» (одна из ключевых фраз Пауэрса) перед исполнением песни. К ней присоединились бэк-вокалисты Ники Харис и Донна ДеЛори, которые также внесли свой вклад в вокал на треке. Костюмы для представления включали в себя ошейники с шипами, инкрустированные кристаллами Swarovski браслеты и рваные топы; Сама Мадонна была одета в чёрный топ без рукавов, кроссовер-топ с одним сетчатым рукавом, джинсы с застёжками-молниями и ремнями для связывания и тартановый килт. На фоне во время шоу отображались сцены из фильма и психоделические флуоресцентные вихри. В конце также появлялся потерянный техник и элементы «Soul Bossa Nova (Dim’s Space-A-Nova)», ещё одной песни из саундтрека к фильму. 15 сентября 2001 года, в последний день тура, тогдашний муж Мадонны, Гай Ричи, присоединился к ней на сцене как потерянный техник. Майкл Хаббард из MusicOMH отметил, что "обстановка быстро накалилась [. , ], c «Прекрасным незнакомцем» ". Выступление 26 августа 2001 года во Дворце Оберн-Хиллз, за пределами родного города Мадонны, Детройт, было записано и выпущено в видео-альбоме Drowned World Tour 2001.
26 октября 2008 года Мадонна исполнила фрагмент «Beautiful Stranger» в качестве песни-по-заявке во время концерта в Чикаго на своём Sticky & Sweet Tour .Капелла-версия песни также была во время концерта в Нэшвилле её Rebel Heart Tour в январе 2016 года. В декабре 2016 года Мадонна исполнила «Beautiful Stranger» во время шоу «Слезы клоуна» в рамках благотворительного ужина для своей благотворительной организации « Raising Malawi» в Майами, штат Флорида.
Джон Ауэр, соучредитель американской пауэр-поп- группы The Posies, записал кавер на песню в своём сольном EP 6 ½ 2001 года. Веб-сайт Stereogum поместил кавер под номером пять в своём списке 20 лучших инди-рок-каверов Мадонны. В сборнике-трибьюте Мадонне от фолк-музыкантов 2007 года Through the Wilderness, представлен кавер на песню Golden Animals. Австралийская рок- группа DMA исполнила песню во время своих сессий BBC Radio 1 с Энни Мак 8 марта 2016 года. Мишель Геслани с веб-сайта Consequence of Sound похвалила кавер, заявив, что она «несомненно будет признана ещё одной успешной записью в молодой карьере DMA», и охарактеризовала кавер как «лёгкую перенастройку крутящегося ретро-номера в психоделический гимн, готовый для арены». Майкл Карр из журнала Music Feeds также похвалил кавер, сказав: «Удивительно хорошо себя зарекомендовал себе в поп-песне для британцев, парни абсолютно его осилили. , , Честно говоря, они как бы выиграли уже при выборе песни».